# نازو توخی
نازو توخی (پشتو: نازو توخۍ)، که بیشتر به نام نازو انا (پشتو: نازو انا، «مادر نازو») شناخته می‌شود، یک شاعر پشتوزبان و نویسنده افغان (پشتون) بود. او در یک خانواده بانفوذ در قندهار زاده شد و پس از ازدواج با سلیم خان هوتک، میرویس خان هوتک، شاه هوتکی، را به دنیا آورد. از او در تاریخ افغانستان به عنوان یک زن دلیر و «مادر ملت افغان» یاد می‌شود.

## اوایل زندگی و پیشینه خانوادگی
نازو توخی در حدود سال ۱۶۵۱ میلادی در یک خانواده قدرتمند و ثروتمند افغان (پشتون) در روستای اسپژمیزگل در نزدیکی تازی در ولایت قندهار ایران صفوی به دنیا آمد. پدرش سلطان ملاخای توخی از سران برجسته قوم پشتون توخی و والی منطقه غزنی بود. او با سلیم خان هوتک پسر کرم‌خان ازدواج کرد. میرویس هوتک، فرمانروای مشهور افغان در سلسله هوتک، فرزند مشترک آن دو و  محمود هوتک و حسین هوتک نوه آن‌هاست.
نازو انا (به معنای «ننه ناز») شاعری فرهیخته و ادیب بود. مردم او را با طبیعت محبت آمیز و دلسوزش می‌شناختند. پدر نازو به تعلیم و تربیت او توجه زیادی کرده بود و مردان دانشمند قندهار را به آموزش کامل او ترغیب می‌کرد. او به عنوان «مادر ملت افغانستان» شناخته شد و از طریق شعرهایش و حمایت قوی از آموزه‌های پشتونوالی مورد احترام قرار گرفت. نازو خواستار آن بود که پشتونوالی به قانون کنفدراسیون قبایل پشتون تبدیل شود و درگیری بین قبایل غلجی و سادوزی را داوری کرد تا اتحاد آنها را علیه حاکمان صفوی تشویق کند. کمک‌های ادبی او به فرهنگ پشتو، امروزه نیز بسیار مورد توجه است.
وقتی پدر او در نزدیکی کوه سور در نبرد کشته شد، برادر نازو برای انتقام او وارد جنگ شد و نازو را مسئول خانه و قلعه کرد. او شمشیر به دست گرفت و در کنار مردان از قلعه در برابر دشمن دفاع کرد.

## نمونه شعر
شعر پشتو زیر نمونه‌ای از دو هزار دوبیتی است که نازو سروده‌است:
| ســحــرگـه وه د نـرگـس لـېمـه لانــده |  | څاڅکي څاخکي ېې له سترگو څڅېده      |
| ماويېل څه دي ښکلي گله ولې ژاړې؟       |  | ده وېل ژوند مې دی يوه خوله خندېـده |

## مرگ
نازو انا در سال ۱۷۱۷ یا در حدود ۶۶ سالگی، دو سال پس از مرگ پسرش میرویس، درگذشت. پس از مرگ او، زرغونه انا، مادر امیر احمدشاه درانی، علت این کار را بر عهده گرفت.

## میراث
نازو انا به عنوان یک قهرمان در میان مردم افغانستان مورد احترام است. مدارس مختلف افغانستان و مؤسسات دیگر به نام او نامگذاری شده‌اند. افسانه‌هایی دربارهٔ او وجود دارد که پیش از تولد میرویس هوتک، رؤیاهایی دیده‌است.